# Belleville (Ontario)
Belleville je kanadské město v provincii Ontario. Bylo pojmenováno v roce 1816 podle Lady Arabelly Gore na paměť její návštěvy s Francisem Gorem jeho ženou. Nachází se v ústí řeky Moiry do zálivu Quinte jezera Ontaria. Je sídlem Hastings County, i když je na něm nezávislé a je také centrem regionu Bay of Quinte.
V roce 2011 v něm žilo 49 454 obyvatel.